# فائق عنبتاوي
فائق فريد عنبتاوي (1896-1960) هو شاعر فلسطيني من نابلس ومواليد مدينة السلط الأردنية، قضى حياته في الأردن وفلسطين ومصر ولبنان وسوريا.

## نشأته ونضاله
أتمّ دراسته الابتدائية وجزءاً من الثانوية في مدينة نابلس، ثم انتقل إلى مدرسة سلطاني ليكمل الثانوية في بيروت. ثم سجل في كلية الطب بالجامعة الأمريكية في بيروت، لكنه لم يكمل دراسته فيها، بسبب دعوته للخدمة العسكرية في الجيش العثماني، وتعيينه ضابطاً فيه.
بعد احتلال الجيش البريطاني لفلسطين، وبدء تنفيذ وعد بلفور، رفض فائق هذا الاحتلال وانضم إلى صفوف المقاومة ضد الاحتلال البريطاني والصهيوني، فاعتقله جنود المندوب السامي ونُفي إلى مصر مدة عامين (1918ـ 1920) قضاهما في أحد المعتقلات هناك. ثم عاد إلى فلسطين وعمل بالتجارة مع والده، إلا أنه بقي مناضلاً وشارك في الحياة السياسية، فكان من المساهمين في تشكيل الجمعية الإسلامية، واللجنة القومية في نابلس.
وتعرّض مع والده لاضطهاد الاحتلال البريطاني بالتهديد بالقتل وإشهار السلاح عليهما، ونسف منزلهما بتهمة تغذية الثورة الفلسطينية بالمال ومساعدة الثوار وإعانتهم، حتى تم اعتقالهما عام 1938 في سجن المزرعة قرب عكا لمدة سنة ونصف، ثم نفيهما بعدها إلى لبنان والأردن. وفي مطلع الحرب العالمية الثانية، في 1 أيلول (سبتمبر) 1939، عاد من المنفى، وبدأ الكتابة في الصحف والخطابة في الأندية والجمعيات مندداً بالظلم البريطاني والطغيان الصهيوني. وعند إعلان قرار التقسيم، كان عضواً بارزاً في اللجنة القومية، فتنقل مع وفدها على البلاد العربية داعياً حكوماتها وشعوبها إلى إنقاذ فلسطين. ثم خاض المعارك الانتخابية في الأردن ممثلاً عن شعبه، وفاز فيها عام 1956، واستمر في نضاله حتى اعتقل مرة أخيرة عام 1958 في عمر 62 سنة في سجن معان، ثم أُفرِجَ عنه وبقي في نابلس حتى وفاته عام 1960، وتم انتخاب شقيقه عبد اللطيف لنفس المقعد النيابي.
كما برز في كتابة ونظم القصائد الشعرية، فنُشرت قصائده في جريدة الوفاق الأردنية في عام 1950، ثم نُشرت له مجموعة من القصائد في مجلة الأديب في عام 1966.

## مؤلفاته الشعرية
يطغى على قصائده طابع الوطنية وروح المقاومة، فكان يكتب لفلسطين وعنها بأسلوب رمزي ليصور معاناتها ومخاوفه عليها، ومنها:
- دخلوا البلاد سيوفهم مغمودة.
- يا راقصين على الجليد.
- يا للغباوة.
- سر الهزيمة.
- أنا وبلبلي والسفين.
- الشقيقات الثلاث.
- صرخة المريض العربي.
- مع فلسطين.

كما ترجم قصة تشارلز ديكنز بعنوان "وقائع عظمى" عام 1956.

## من كتاباته
يا للغباوة
ذَرِ الأجانبَ لا تركنْ لمختتلِ      ..         ولُذْ بسيفكَ تأمنْ خيبةَ الأملِ
وانهضْ لحقّك لا نِكْساً ولا هَلِعاً   ..         فالحقُّ يُوخَذُ بالخطّارة الذُّبُل

فكم هنالك من دهياءَ مُهلكةٍ        ..         رماكَ فيها دخيلٌ ماكرُ الحيل!

## وفاته
توفي في مدينة نابلس في عام 1960 ودُفِن فيها.